# Офис первой леди США
Офис первой леди (англ. Office of the First Lady, сокр. OFL) — подразделение, подчиняющееся первой леди США. Хотя обязанности офиса не закреплены в конституции, они расширились по мере развития и формализации роли первой леди в истории США. ОФис первой леди является частью Офиса Белого дома, входящего в Исполнительный офис президента США. Он расположен в Восточном крыле. Действующей первой леди является Мелания Трамп, вступившая в должность 20 января 2025 года.

## История
Хотя личность, деятельность и инициативы первых леди всегда играли важную роль в истории США, первой первой леди, нанявшей сотрудников, финансируемых из федерального бюджета, была Эдит Рузвельт, которая 2 октября 1901 года наняла Белл Хагнер на должность первой социальной секретарши Белого дома. Элеонора Рузвельт стала первой первой леди, расширившей штат за счёт социальных и административных секретарей, наняв Мальвину Томпсон в качестве своего личного секретаря. Жаклин Кеннеди была первой, кто нанял пресс-секретаря.
При Розалин Картер штат первой леди стал известен как Офис первой леди. Она разделила управление на четыре основных отдела: проекты и связь с общественностью, пресса и исследования, планирование и подготовка, а также социальные и личные вопросы, и впервые ввела должность главы аппарата офиса первой леди США. Она также была первой, кто перенёс свой рабочий кабинет в Восточное крыло. Хотя роль офиса с годами расширилась, оно в основном поддерживает первую леди в продвижении повестки и кампаний президента, а также в реализации инициатив первой леди, которые она выбирает для продвижения во время своего пребывания в Белом доме.

## Организация
У первой леди, Мелании Трамп, есть свой штат сотрудников. В приведённой ниже таблице указаны ключевые сотрудники на данный момент.
| Офис                                 | В должности    |
| ------------------------------------ | -------------- |
| Глава аппарата офиса первой леди США | Хейли Харрисон |